# 내일을 꿈꾸며
〈내일을 꿈꾸며〉(일본어: 明日を夢見て 아시타오유메미테[*])는 일본의 밴드 ZARD의 35번째 싱글 앨범이며, 2003년 4월 9일 발매되었다. (12cm CD: JBCJ-6001) 곡의 작사는 사카이 이즈미가, 작곡은 오노 아이카가, 편곡은 코바야시 사토루가 맡았다. 이 곡은 〈운명의 룰렛을 돌리며〉, 〈소녀 시절로 되돌아간 것처럼〉 이후로 TV 애니메이션 《명탐정 코난》의 주제가로 사용된 노래이다.
B사이드 곡은 〈찾으러 가요〉(探しに行こうよ 사가시니이코요[*])이며 작사는 사카이 이즈미가, 작곡과 편곡은 토쿠나가 아키히토가 맡았다.
싱글은 오리콘 주간 싱글차트 4위에 올랐고, 8주간 차트에 머물렀다.

## 수록곡
| #            | 제목                                 | 작사          | 작곡              | 편곡              | 재생 시간 |
| ------------ | ------------------------------------ | ------------- | ----------------- | ----------------- | --------- |
| 1.           | 〈〈내일을 꿈꾸며〉〉 (明日を夢見て) | 사카이 이즈미 | 오노 아이카       | 코바야시 사토루   | 4:39      |
| 2.           | 〈〈찾으러 가요〉〉 (探しに行こうよ) | 사카이 이즈미 | 토쿠나가 아키히토 | 토쿠나가 아키히토 | 4:58      |
| 3.           | 〈〈내일을 꿈꾸며〉〉 (Instrumental) |               |                   |                   | 4:36      |
| 총 재생 시간 | 총 재생 시간                         | 총 재생 시간  | 총 재생 시간      | 총 재생 시간      | 15:16     |